# Дасті Клепто Кітті
Дасті Клепто Кітті (англ. Dusty the Klepto Kitty; досл.:"клептокошеня Дасті", «клептокотик Дасті») — домашній кіт породи сноу-шу, який прославився на початку 2011 року завдяки власним «котячим крадіжкам». На момент появи в лютому 2011 року на Пізньому шоу з Девідом Леттерманом (англ. Late Show with David Letterman) Дасті вкрав 16 рукавиць для миття автомобілей, 7 губок, 213 кухонні рушники, 7 ганчірок для прання, 5 рушників для купання, 18 одиниць взуття, 73 шкарпетки, 100 рукавичок, 1 пару рукавиць, 3 фартухи, 40 м'ячів, 4 комплекти нижньої білизни, 1 нашийник для собаки, 6 гумових іграшок, 1 ковдру, 3 грілки для ніг, 2 фризбі, 1 накидку на ключку для гольфу, 1 захисну маску, 2 сітчасті мішки, 1 мішок з повітряними кульками, 1 пару піжамних штанів, 8 купальних костюмів і 8 різних предметів. Прізвисько «Клепто Кітті» Дасті отримав після того, як приніс додому понад 600 речей із садів, якими блукав уночі. За словами власників кота, його рекорд становив 11 предметів за раз. Якось Дасті зняли на камеру, коли він ніс додому бюстгальтер.

## Ранні роки життя
Дасті народився 20 березня 2006 року в місті Сан-Матео в Каліфорнії. Джин Чу та Джим Коулман узяли його з притулку Peninsula Humane Society.
У 2008 році власники сноу-шу почали знаходити предмети домашнього вжитку, які їм не належали, у дивних місцях і підозрювати, що додому їх приносить кіт.

## Слава
Знімальна група шоу телеканалу Animal Planet «Кішок не любити не можна» (англ. Must Love Cats) змогла спіймати Дасті на камеру нічного бачення, коли він приносив здобич у дім господарів.
14 лютого 2011 року Вік Лі з KGO-TV із Сан-Франциско склав історію про кота, а 22 лютого сам Дасті з'явився на Пізньому шоу з Девідом Леттерманом.

## Значення для культури
Клепто Кітті брав участь у багатьох громадських заходах у районі затоки Сан-Франциско, а також з'являвся в чисельних національних і міжнародних ЗМІ. У травні 2011 року Дасті було призначено головнокомандувачем Параду Домашніх Тварин у Редвуд-Сіті. У червні цього ж року кіт відвідав збір коштів для Peninsula Humane Society, де були виставлені на продаж деякі з викрадених Дасті незатребуваних речей.
У 2011 році для мультфільму «Кіт у Чоботях» на DVD вийшов трихвилинний короткометражний фільм під назвою «Klepto Kitty».
Власники Дасті створили сторінку від його імені у Facebook, де публікували фотографії речей, які кіт приносив додому.

## Використані джерела
1. ↑  Леттерман, Девід. Late Show with David Letterman (англійською) . World Wide Pants.
2. ↑  Meet Dusty, The California Cat Burglar Who's Actually a Cat. Time (англійською) . 21 червня 2011.
3. ↑  Dusty the Klepto Kitty is a one-cat crime wave. Metro Web UK (англійською) . Metro. 16 лютого 2011. Процитовано 4 серпня 2023.
4. ↑  Вауденберг, Каріна (24 червня 2011). Dusty the 'Klepto Kitty' to help Peninsula Humane Society's annual Adopt-a-thon on Saturday. San Jose Mercury News (англійською) . San Mateo County Times. Процитовано 4 серпня 2023.
5. ↑  Джонс, Керолін (19 червня 2011). Cat steals from everyone in San Mateo neighborhood. SFGate (англійською) . San Francisco Chronicle. Процитовано 4 серпня 2023.
6. 1 2  Лі, Вік (5 листопада 2012). Klepto's Owners Find Out How He Operates (англійською) . ABC News: San Francisco 7 News. Процитовано 4 серпня 2023.
7. ↑  Лі, Вік. Klepto feline gives new meaning to 'cat' burglar. KGO-TV San Francisco (англійською) . Архів оригіналу за 14 січня 2014. Процитовано 30 липня 2019.
8. ↑  Staff (19 червня 2011). Cat Burglar On Late Night Prowl with Letterman. Live with Cats (англійською) . Архів оригіналу за 10 серпня 2023. Процитовано 4 серпня 2023.
9. ↑  "Klepto Cat" to make celebrity appearance (англійською) . KGO-TV San Francisco. Архів оригіналу за 17 липня 2013. Процитовано 30 липня 2019.
10. ↑  Dusty Klepto Kitty - The REAL One. www.facebook.com (англійською) . Процитовано 4 серпня 2023.